# Testero (ferrocarril)
El testero es la parte frontal de un tren o ferrocarril.
En él se encuentran los parabrisas, las puertas de intercomunicación entre coches, los dispositivos de iluminación, los aparatos de tracción y choque (topes, gancho y tensor), las mangas de freno y las conexiones eléctricas entre los distintos vehículos que forman un tren. Algunos o todos estos elementos pueden quedar protegidos bajo carenados retráctiles.

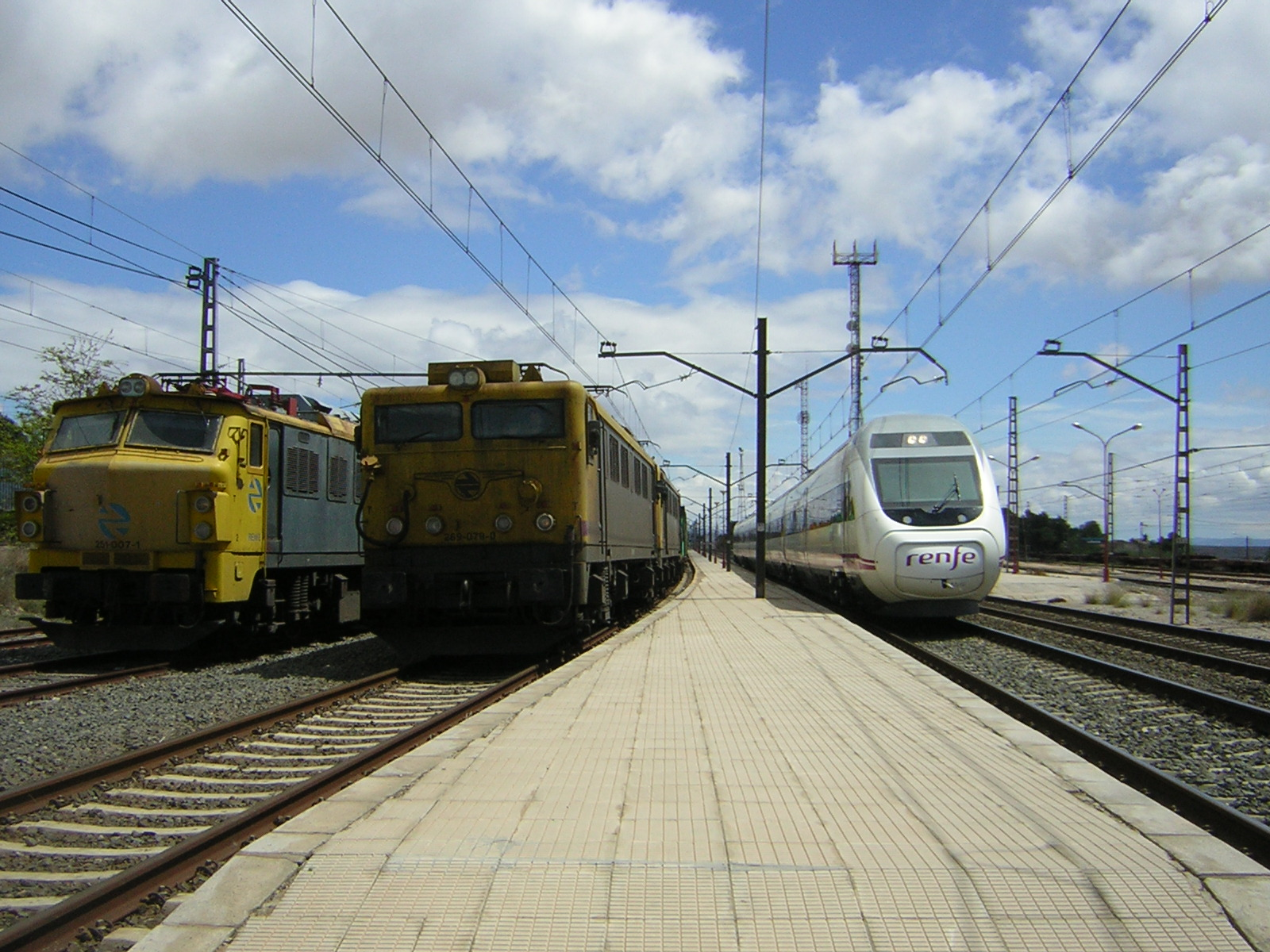
Testeros de dos trenes de Mercancías y uno de la Serie 120, de Alta Velocidad.

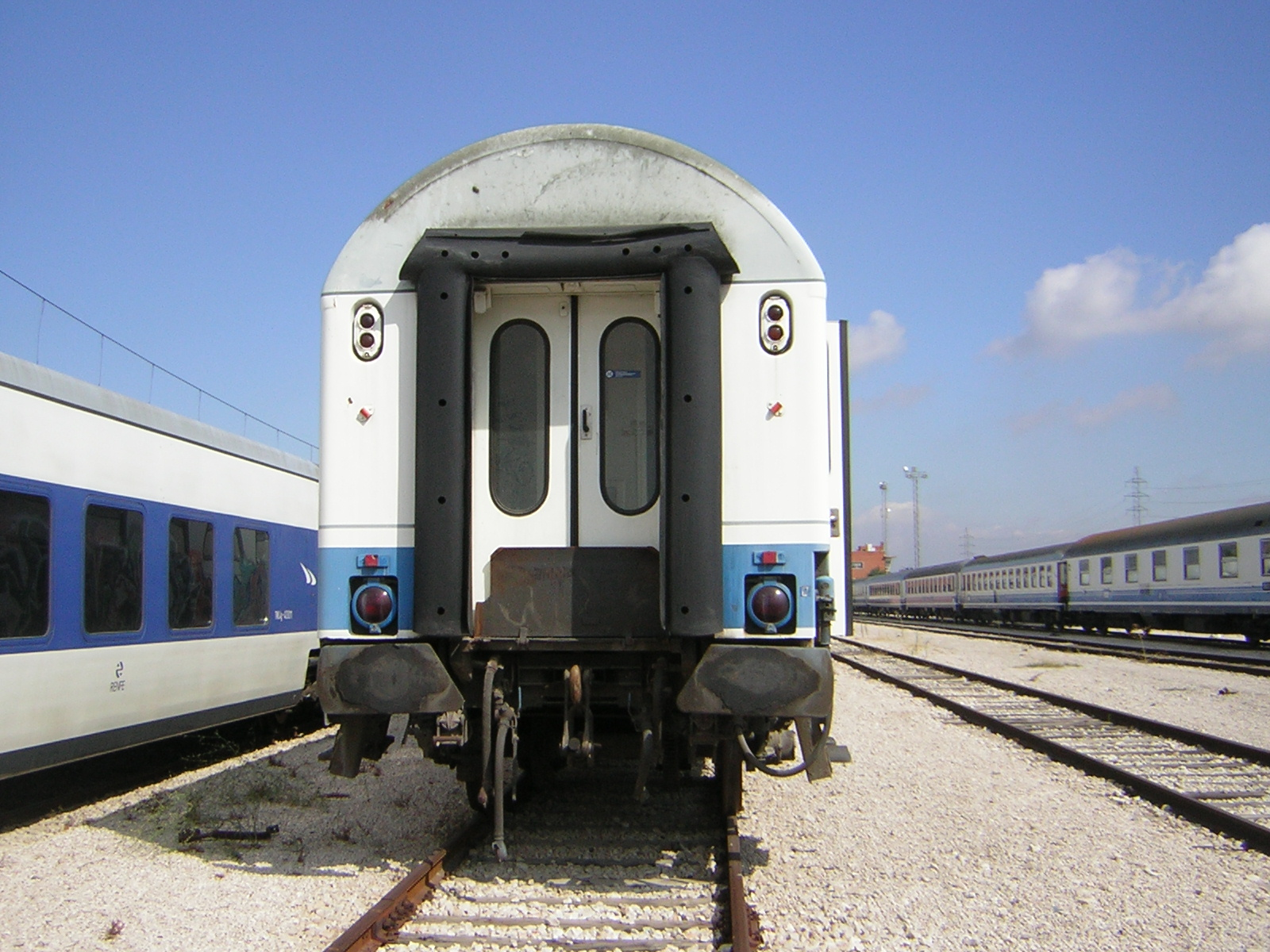
Testero de un coche de viajeros, serie 9000.

## Etimología
La palabra testero procede de la carpintería, en dónde se denomina de esta forma al extremo del tronco del pino por donde ha sido cortado con el hacha. Igualmente, la testa es la cara o el frente de algunos objetos.
El término "testero", en su origen andaluz, también significa "pared".

## Importancia aerodinámica
Al ser la parte del tren expuesta directamente al flujo de aire producido por la marcha, el testero es el responsable de la mayor parte de la resistencia aerodinámica del convoy. Por ello, en las unidades de alta velocidad, los testeros adquieren formas suaves y estilizadas, con el fin de disminuir su Coeficiente aerodinámico (Cx) y en consecuencia, la fuerza resistente neta.
- Datos: Q6143561